# ریسا شینابه
ریسا شینابه (انگلیسی: Risa Shinnabe؛ زادهٔ ۱۱ ژوئیهٔ ۱۹۹۰) بازیکن والیبال اهل ژاپن است.
شینابه عضو تیم ملی والیبال زنان ژاپن و باشگاه هیسامیتسو اسپرینگز است.
ریسا در المپیک ۲۰۱۲ لندن که ژاپن به مدال برنز دست یافت حضور داشت و مدال برنز را به گردن آویخت.